# Manivannan
S. Manivannan Rajagopal (31 de julio de 1953 - 15 de junio de 2013), popularmente conocido como Manivannan, fue un actor y director de cine indio. En una carrera que abarca tres décadas, Manivannan pasó de ser un escritor de historia y diálogo para el veterano director Bharathiraja 1980-82 a un director de éxito que prosperó en experimentar con diferentes géneros, antes de convertirse en actor. Con más de 400 películas en su nombre, Manivannan fue uno de los actores con más experiencia en el campo y ha dirigido exactamente 50 películas.  Manivannan era principalmente un actor de reparto en películas y a menudo tenía papeles cómicos o de villano.